# Gustav Mahler-Museum
Het Gustav Mahler-Museum is een museum dat gewijd is aan de componist Gustav Mahler. Het werd officieel geopend op 29 mei 2018 en is gevestigd in een historisch pand in het KomponistenQuartier Hamburg.
Mahler werkte van 1891 tot 1897 in Hamburg als hoofddirigent voor opera's. Er wordt in het museum aandacht geschonken aan de composities die hij hier schreef, waaronder een deel van de liederen naar Des Knaben Wunderhorn en zijn tweede en derde symfonie. In het museum is een aanplakzuil geplaatst waarop reproducties van plakkaten zijn geplakt die deze concerten aankondigen.
Voor de zuil staat een zwarte fiets uit 1895, met handvatten van kurk en een olielamp. De extra waarde wordt eraan ontleend dat Mahler in Hamburg leerde fietsen. Ook worden allerlei andere gebruiksvoorwerpen getoond. Een ervan is een reproductie-piano van het merk Welte-Mignon die de muziek naspeelt in een exacte uitvoering zoals de componist deze zelf bedacht.
De opening liep een jaar vertraging op en ook toen was de tweede verbouwingsfase nog amper afgerond. Het museum heeft een oppervlakte van 300 m². Bij de inrichting van het museum is ingespeeld op de beperkte aanwezigheid van originele stukken.
Het Gustav Mahler-Museum werd tegelijkertijd geopend met het Fanny & Felix Mendelssohn Museum, dat zich eveneens in het KomponistenQuartier bevindt. Aan Mahler herinneren in Oostenrijk en Italië ook nog drie gedenkhuisjes. Die staan aan de Attersee, aan de Wörthersee en nabij het Trenkenhof.

## Impressie
|  |  |  |